# Konformitätserklärung
Die Konformitätserklärung ist eine schriftliche Bestätigung am Ende einer Konformitätsbewertung, mit der der Verantwortliche (z. B. Hersteller, Händler, Betreiber, Unternehmer) für ein Produkt, die Erbringung einer Dienstleistung oder eine Organisation (z. B. Prüflabor, Betreiber eines Qualitätsmanagementsystems) verbindlich erklärt und bestätigt, dass das Objekt (Produkt, Dienstleistung, Stelle, QMS) die auf der Erklärung spezifizierten Eigenschaften aufweist. 
Die Spezifizierung der Eigenschaften erfolgt in der Regel durch die Angabe von Normen, die das Objekt einhält. Bezieht sich eine Konformitätserklärung auf ein Produkt, so bescheinigt sie die Übereinstimmung mit den genannten Spezifikationen (z. B. Richtlinien, Normen), ist jedoch keine Beschaffenheits- oder Haltbarkeitsgarantie für ein individuelles, geliefertes Produkt.     
Definition nach der Internationalen Norm ISO/IEC 17000: „(Konformitäts-)Erklärung: Erstellen einer Bestätigung (Bestätigung = Konformitätsaussage auf der Grundlage einer Entscheidung, die der Bewertung folgt, dass die Erfüllung festgelegter Anforderungen dargelegt wurde) durch den Anbieter.“ 
Der Gegenstand einer Konformitätserklärung ist nicht eingeschränkt. Das heißt, es kann die Konformität von Produkten, Prozessen, Personen, Stellen, Managementsystemen erklärt werden.